# Leonard Bernstein
Leonard Bernstein (25. august 1918 i Lawrence, Massachusetts, USA – 14. oktober 1990 i New York ) var en amerikansk komponist, dirigent og pianist. Som komponist er han mest kendt for West Side Story. Som dirigent var Bernstein en stjerne med et bredt repertoire, og en af det 20. århundredes største og mest indflydelsesrige dirigenter.[kilde mangler] Han havde en del af æren for, at Gustav Mahler blev en populær klassiker, og at Carl Nielsen blev kendt uden for Skandinavien. Bernstein modtog Sonningprisen i København og dirigerede Carl Nielsens tredje symfoni i Odd Fellow Palæet 1965.
Operasangeren Birgit Nilsson skildrer ham i sine ætsende erindringer "la Nilsson" som selvoptaget og overfladisk.
Han var en søgende komponist og lånte sine ideer fra Mahlers og Stravinskys musik, fra religiøse ritualer, fra sine amerikanske kolleger George Gershwin og Aaron Copland og fra jazz.
Bernsteins værk er en syntese af alle disse retninger, hvad der gør ham til en af 1900-tallets mest underholdende musikalske epigoner.
Han har skrevet tre symfonier, operetten "Candide" og operaen " A Quiet Place. "

## Udvalgte værker
- West Side Story (1957) - musical
- Candide (1956, Rev. 1989) - musical
- On the Town (1944) - musical
- Symfoni nr. 1 "Jeremias" (1942) - for mezzosopran og orkester
- Symfoni nr. 2 "Angstens alder" (1949, Rev. 1965) - for klaver og orkester
- Symfoni nr. 3 "Kaddish" (1963, Rev. 1977) - for fortæller, sopran, blandet kor, drengekor og orkester
- "Chichester salmer" (1965) - for kor og orkester
- "Messe" (1971) - for kor og orkester
- "Dybbuk" (1974) - ballet